# Проделки лиса
«Проде́лки ли́са» — российский рисованный мультфильм 2010 года студии «Пилот». Режиссёр Сергей Гордеев создал мультфильм по мотивам хантыйской сказки.
Мультфильм вошёл в мультсериал «Гора самоцветов». В начале мультфильма — пластилиновая заставка «Мы живём в России — Ханты-Мансийск».

## Сюжет
Когда-то давно лисы были белого цвета и одного роста с человеком. Жили в чумах, как добрые соседи дружбу с человеком водили. Но однажды всё изменилось.
В одном далёком стойбище жил лис. Работать он не любил, зато любил покушать чужие припасы. Чтобы добиться своего, он придумывал разные хитрости.
В конце концов люди устали от его проделок и погнались за ним с факелами. Лис взмолился огню, чтобы тот оставил его живым, пусть маленьким, но живым. И стал лис маленьким и рыжим, будто огнём опалённый. От этого хитреца и пошли нынешние лисы.

## Создатели
| Режиссёр                                              | Сергей Гордеев |
| Автор сценария                                        | Елена Чернова |
| Художник-постановщик                                  | Алексей Игнатов |
| Композитор и Звукорежиссёр                            | Лев Землинский |
| Аниматор                                              | Сергей Гордеев |
| Роли озвучивал                                        | Александр Леньков |
| Художники:                                            | Галина Щелокова, В. Гордеев                                                                                            |
| Раскадровка, лейаут, прорисовка, съёмка и спецэффекты | Сергей Гордеев |
| Ассистент режиссёра                                   | Оксана Фомушкина |
| Ассистент художника                                   | О. Журавлёва |
| Оператор                                              | Алексей Ганков |
| Монтаж                                                | Людмила Коптева |
| Директор картины                                      | Игорь Гелашвили |
| Над пластилиновой заставкой работали                  | Валентин Телегин, Сергей Меринов, Дмитрий Назаров, Лев Землинский, Дарья Ларионова, Александра Левицкая, Андрей Пучнин |
| Художественный совет проекта                          | Эдуард Назаров, Валентин Телегин, Сергей Меринов                                                                       |
| Генеральный продюсер проекта                          | Игорь Гелашвили |
| Автор проекта                                         | Александр Татарский |

## Фестивали и награды
- 2011 — 16-й Открытый Российский Фестиваль анимационного кино в Суздале: Диплом жюри «За точность решения фильма» — «Проделки лиса», реж. Сергей Гордеев.[1]
- 2011 — XX Международный кинофорум «Золотой витязь» в Курске: Специальный диплом «За сохранение традиций и вклад в анимационное искусство» — студии «Пилот» имени А. Татарского за цикл «Гора самоцветов»: «Зубы, хвост и уши» реж. Сергей Меринов, «Проделки лиса» реж. Сергей Гордеев, «Пумасипа» реж. Андрей Кузнецов, «Собачий барин» реж. Валентин Телегин.[2]
- 2011 — Большой Фестиваль Мультфильмов: «Детская программа» 2-е место — «Проделки лиса», реж. Сергей Гордеев.[3]